# دریاچه کنون
دریاچه کنون (انگلیسی: Kenon) یک دریاچه در سرزمین زابایکالسکی کشور روسیه است.